# Help! (альбом Брэндона Лейка)
Help! (с англ. — «На помощь!») — третий студийный альбом американского певца современной христианской музыки Брэндона Лейка, выпущенный 13 мая 2022 года на лейбле Tribl Records. В альбоме приняли участие Джуда, Аманда Кук и Чендлер Мур.
Help! — это концептуальный альбом, посвящённый психическому здоровью, тематически исследующий такие проблемы, как депрессия, тревога и одиночество, с точки зрения веры.
В поддержку альбома был выпущен заглавный трек в качестве лид-сингла. Для продвижения альбома Брендон Лейк отправился в тур Miracle Nights Tour, который охватил несколько городов по всей территории США.
После выхода альбом имел коммерческий успех, заняв 18-е место в чарте Billboard Top Christian Albums в США.

## История
29 апреля 2022 года Брэндон Лейк объявил, что выпустит полноформатный альбом под названием Help! 13 мая 2022 года.
Лейк также рассказал, что заглавный трек альбома стал первоначальным катализатором для его создания, после того как он испытал приступ паники незадолго до начала сессии написания песен с Джейкобом Сутером, с которым он поделился своей историей и совместно написал песню.
Песня Help! была выпущена 29 апреля 2022 года в качестве лид-сингла с альбома. Лейк посвятил заглавный трек альбома «Месяцу осведомлённости о психическом здоровье» (Mental Health Awareness Month), который отмечается в мае в США.

## Отзывы
| Оценки критиков             | Оценки критиков |
| Источник                    | Оценка          |
| --------------------------- | --------------- |
| 365 Days of Inspiring Media | 4.5/5           |

Альбом получил положительные отзывы от музыкальных критиков. В рецензии на NewReleaseToday Жасмин Паттерсон высоко оценила эксперименты Лейка с различными музыкальными стилями и жанрами, придя к выводу, что «Help! — смелая, захватывающая пластинка с крайне необходимым посланием честности и надежды. Она понравится поклонникам рока, поклонения и всего, что находится между ними. И Бог использует эти песни, чтобы принести исцеление в ваше сердце». Джошуа Андре в своём обзоре 365 Days of Inspiring Media высказал следующее мнение: «Трек-лист длится около 40 с лишним минут, некоторые песни затягивают, но в целом альбом довольно убедительный — мне ни в коем случае не было скучно или неинтересно. Моё внимание было приковано к альбому, и пока мы ждём и пока некоторые из нас находятся в изоляции из-за COVID-19, давайте поразмышляем о прошедшем годе и о будущем, и давайте послушаем песню Брендона Лейка „Help!“, размышляя над большими жизненными вопросами».

## Список композиций
| №                   | Название                                           | Автор(ы)                                                 | Продюсеры                   | Длительность |
| ------------------- | -------------------------------------------------- | -------------------------------------------------------- | --------------------------- | ------------ |
| 1.                  | «Meant for Good» (вместе с Judah.)                 | Brandon Lake Judah Akers                                 | Judah Akers Justin Amundrud | 3:34         |
| 2.                  | «Help!»                                            | Lake Jacob Sooter                                        | Jacob Sooter                | 3:03         |
| 3.                  | «Pharaoh (Let My People Go)»                       | Lake Cody Carnes Ethan Hulse                             | Jacob Sooter Jeff Pardo     | 3:26         |
| 4.                  | «Don't You Give Up on Me»                          | Lake Michael Fatkin Benjamin Hastings                    | Michael Fatkin              | 4:35         |
| 5.                  | «Always Holding On»                                | Lake David Leonard Sam McCabe                            | David Leonard               | 3:58         |
| 6.                  | «Hard Year»                                        | Lake Micah Nichols Andrew Cherry                         | Micah Nichols               | 3:42         |
| 7.                  | «So Close» (вместе с Амандой Кук)                  | Lake Amanda Cook Sooter Maryanne J. George Rita Springer | Jacob Sooter                | 5:55         |
| 8.                  | «Fear Is Not My Future» (вместе с Чендлером Муром) | Lake Hannah Shackleford Jonathan Jay Nicole Hannel       | Jacob Sooter                | 7:02         |
| 9.                  | «Save Me»                                          | Lake Joshua Silverberg                                   | Joshua Silverberg           | 4:08         |
| 10.                 | «Thank You»                                        | Lake                                                     | Jacob Sooter                | 3:40         |
| Общая длительность: | Общая длительность:                                | Общая длительность:                                      | Общая длительность:         | 43:07        |

## Чарты
| Чарт (2022)                      | Высшая позиция |
| -------------------------------- | -------------- |
| США (Billboard Christian Albums) | 18             |